# Mirab Godjam
La zone Mirab Godjam (ou Ouest Godjam) est l'une des dix zones de la région Amhara en Éthiopie.
Située au sud du lac Tana, elle jouxte Baher Dar, capitale de la région Amhara, qui a le statut de zone spéciale, donc en dehors de la zone Mirab Godjam.

## Woredas
La zone est composée de 10 puis 14 woredas, du fait de plusieurs scissions :
- Achefer, partagé entre Semien Achefer et Debub Achefer en 2007[2] ;
- Adet, rebaptisé Yilmana Densa[réf. souhaitée] ;
- Bahir Dar Zuria ;
- Bure Wemberma, partagé entre Bure et Wemberma en 2007[3] ;
- Dega Damot ;
- Dembecha ;
- Jabi Tehnan, dont s’est séparé Finote Selam en 2007[4] ;
- Kuarit ou Quarit, dont s’est séparé Goncha en 2007[5] ;
- Merawi,rebaptisé Mecha[réf. souhaitée] ;
- Sekela.

## Démographie
D'après le recensement national de 2007 réalisé par l'Agence centrale de la statistique (Éthiopie), la zone compte 2 106 596 habitants et 9 % de sa population est urbaine,.
La plupart des habitants (98 %) sont orthodoxes.
Les principales villes sont Finote Selam avec 25 913 habitants et Bure avec 20 410 habitants, suivies par Adet, Merawi, Dembecha, Durbete et Shendi au-dessus de 10 000 habitants.
Avec une superficie de 13 312 km2[réf. souhaitée], la zone a en 2007 une densité de population de 158 personnes par km2.
| Woredas          | Population 2007 | Agglomérations                        |
| ---------------- | --------------- | ------------------------------------- |
| Bahir Dar Zuria  | 182 730         | Meshenti, Tis Abay, Zege              |
| Bure             | 143 132         | Bure, Kuchi                           |
| Debub Achefer    | 136 508         | Durbete                               |
| Dega Damot       | 152 343         | Feres Bet                             |
| Dembecha         | 129 260         | Dembecha, Addis Alem[Où ?], Yechereka |
| Finote Selam     | 25 913          | Finote Selam                          |
| Goncha           | 106 688         | Gonjqolola[Où ?]                      |
| Jabi Tehnan      | 179 342         | Mankusa, Jiga                         |
| Mecha            | 292 080         | Merawi, Wetet Abay                    |
| Quarit ou Kuarit | 114 771         | Gebeze Mariam                         |
| Sekela           | 138 691         | Gish Abay                             |
| Semien Achefer   | 189 716         | Yismala, Kunzila, Fendika[Où ?]       |
| Wemberma         | 100 570         | Shendi                                |
| Yilmana Densa    | 214 852         | Adet, Gonji                           |

Début 2022, la population de la zone est estimée, par projection des taux de 2007, à 2 896 880 habitants.